# Araçarí verd
L'araçarí verd (Pteroglossus viridis) és una espècie d'ocell de la família dels ramfàstids (Ramphastidae). Habita la selva humida dels sud de Veneçuela, Guaiana i nord-est del Brasil.